# گیهوم
گیهوم (به آلمانی: Gyhum) یک شهر در آلمان است که در Zeven واقع شده‌است. گیهوم ۲٬۴۰۴ نفر جمعیت دارد.